# Samir Ramírez
Samir José Ramírez Headley (nacido el 27 de abril de 1997 en la ciudad de Panamá) es un futbolista panameño que juega como lateral izquierdo en el Sporting San Miguelito de la Primera División de Panamá.

## Trayectoria

### Chorrillo FC
Se formó en el Chorrillo FC y su debut profesional con el club en la Primera División de Panamá fue el 18 de septiembre de 2016 en la victoria 0 a 2 en el Estadio Rommel Fernández saliendo de titular jugando todo el partido. En la LPF Apertura 2016 jugó 1 partido llegando hasta las semifinales, en la LPF Clausura 2017 jugó 13 partidos, estuvo en la banca en la Liga Concacaf 2017, Salió campeón con el club del Torneo Apertura 2017, en donde jugó 12 partidos y metió un gol en la final 1 a 5 contra el CD Árabe Unido, en la Liga Concacaf 2018 en donde jugó 3 partidos llegando hasta los cuartos de final, en la LPF Clausura 2018 jugó 9 partidos. El 13 de junio de 2018 el club cambio de nombre al Club Deportivo Universitario en donde jugó el Torneo Apertura 2018 en donde jugó 12 partidos, en el Torneo Clausura 2019 jugó 14 partidos llegando hasta los playoff.

### CD Plaza Amador
Fichó por el CD Plaza Amador a mitad del 2019. Debutó con el club el 28 de septiembre de 2019 en la victoria 3 a 0 contra el Sporting SM en el  Estadio Maracaná saliendo titular jugando todo el partido. En el Torneo Apertura 2019 jugó 10 partidos llegando hasta semifinales.

### CD Universitario
Fichó por el CD Universitario el 1 de enero de 2020. Jugó su primer partido el 15 de febrero de 2020 en la victoria 0 a 2 contra el San Francisco FC en el Estadio Agustín Muquita Sánchez saliendo titular jugando hasta el minuto 82. En el Torneo Apertura 2020 solo jugó 2 partidos en dicho torneo porque se suspendió por el COVID 19, en el Torneo Clausura 2020 jugó 7 partidos.

### CD Plaza Amador
Regresó al CD Plaza Amador el 12 de enero de 2021. Jugó su primer partido después de regresar al club el 28 de febrero de 2021 en el empate 0 a 0 contra el Sporting SM Estadio Javier Cruz entrando al minuto 31, Salió campeón con el club del Torneo Apertura 2021 en donde jugó 17 partidos y anotó 3 goles, en la Liga Concacaf 2021 jugó 2 partidos quedándose en los Octavos de final, en el Torneo Clausura 2021 jugó 16 partidos y anotó 1 gol llegando hasta los playoff, en el Torneo Apertura 2022 jugó 14 partidos y anotó 2 goles, en el Torneo Clausura 2022 jugó 6 partidos y anotó 1 gol llegando hasta los playoff, en el Torneo Apertura 2023 jugó 15 partidos y anotó 2 goles llegando hasta las semifinales, en el Torneo Clausura 2023 jugó 10 partidos y anotó 2 goles.

### Sporting SM
El 29 de diciembre de 2023 fue anunciado como nuevo jugador del Sporting San Miguelito. Debutó con el 17 de febrero de 2024 en la derrota 1 a 0 contra los Potros del Este en el Estadio Javier Cruz en donde fue  titular y jugó hasta el minuto 85.

## Selección nacional

### Categorías inferiores
Ha sido convocado por la selección sub-21 de Panamá para disputar los XI Juegos Deportivos Centroamericanos y por la selección sub-22 de Panamá para disputar los Juegos Panamericanos de 2019 en donde jugó 4 partidos quedando en quinto lugar.

### Selección absoluta
Hizo su debut con la selección absoluta en un partido amistoso en el empate 1 a 1 contra Perú en el Estadio Nacional José Díaz en Perú en donde fue suplente y entró al minuto 72 por Jorge Abdiel Gutiérrez.

### Participaciones en selección nacional
| Copa                       | Categoría | Sede      | Resultado      | Partidos | Goles |
| -------------------------- | --------- | --------- | -------------- | -------- | ----- |
| XI Juegos Centroamericanos | Sub-21    | Nicaragua | Primera fase   | 0        | 0     |
| Juegos Panamericanos 2019  | Sub-22    | Perú      | Quinto lugar   | 4        | 0     |
| Liga de Naciones 2022-23   | Mayor     | Concacaf  | Fase de grupos | 0        | 0     |

## Clubes
| Club             | País   | Año         |
| ---------------- | ------ | ----------- |
| Chorrillo FC     | Panamá | 2016 - 2019 |
| CD Plaza Amador  | Panamá | 2019        |
| CD Universitario | Panamá | 2020        |
| CD Plaza Amador  | Panamá | 2021 - 2023 |
| Sporting SM      | Panamá | 2024 - act. |

## Palmarés

### Títulos nacionales
| Título           | Club            | País   | Año    |
| ---------------- | --------------- | ------ | ------ |
| Primera División | Chorrillo FC    | Panamá | 2017-A |
| Primera División | CD Plaza Amador | Panamá | 2021-A |